# 公家列影図
公家列影図（くげ れつえいず）は、鎌倉時代に成立したとみられる肖像画集。全1巻、紙本淡彩、全幅36.8cm × 全長522.5cm。重要文化財として京都国立博物館に収蔵されている。
保延3年（1137年）から建長4年（1252年）までの期間にいずれかの大臣に補任された66名のうち、57名の似絵が描かれている。ほぼ同時代の作品である『天子摂関御影』との比較により、脱落しているのは花山院家忠・中御門宗忠・三条実房・花山院兼雅・高野兼房・中山忠親・九条良経・大炊御門頼実・近衛家実の9名だとみられているが、これが最初から描かれていなかったか伝本の過程で失われたかについては諸説ある。
構図としては、巻頭右上に保延3年当時の関白である藤原忠通をただ一人巻末の方へ顔を向けて（つまり左向きに）描き、以下全員を大臣補任順に上下2段で交互に向かいあって着座するかたちに配し、上段28名は正面を向いたまま顔を巻頭の方へ向けて、下段28名は背中を向けながらやや右肩越しに巻頭の方を振り向いて、それぞれ描かれている。かつては各自の左肩の部分に像主名を書いた貼札があったとみられるが、これらはすべて剥落している。
基本的に墨一色だが、唇と頬の部分に淡い朱がさしてある。束帯の文様には蕪や大根などが描かれているが、これらは有職故実にそわないものであることから異様であり、本作が似絵の手控として制作されたことを窺わせる。
巻末には「年中行事着座　土佐信実朝臣筆」と記されているが、題名と内容が一致しないためこれは後世の補筆であることがわかる。それでも筆者は藤原隆信・信実父子を祖とする似絵の家系の者だとみられ、一説には信実の孫・伊信の作ともいうが、確証はない。